# Punção venosa

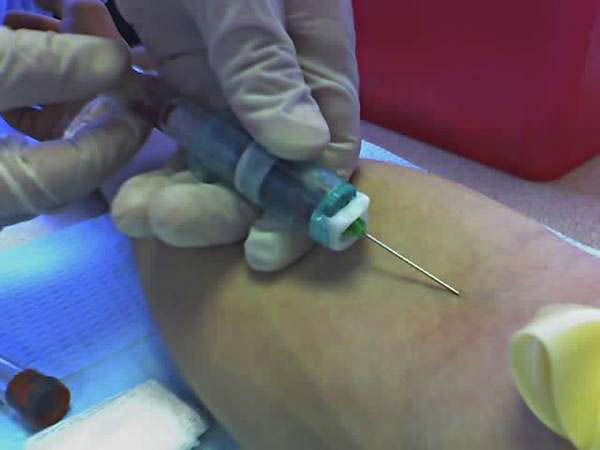
Exemplo de punção venosa

Punção venosa consiste na introdução de uma agulha numa veia para injectar medicamentos ou para extrair sangue.
Se voce se sente inseguro em realizar Punção venosa então, BAIXE AQUI O SEU: GUIA DEFINITIVO DE PUNÇÃO VENOSA PARA ENFERMAGEM
Acesso venoso é a introdução do cateter curto na circulação venosa periférica do paciente, para infusão de grandes volumes diretamente na corrente sanguínea para ter rápida resposta.
Podem ser utilizadas agulhas rígidas ou flexíveis (pouco traumáticas) quando a veia deve permanecer alguns dias acessível para introdução de fármacos. Estas últimas agulhas são mini-catéteres, muito úteis nos serviços de urgência. Mesmo sem necessidade de injectar de imediato um fármaco, por medida de segurança, a punção venosa com introdução desse pequeno catéteré aconselhável em todos os casos de urgência, cuja evolutividade seja imprecisa. 
Habitualmente liga-se a um sistema de soro glucosado (água com glucose) ou fisiológico (água com sal (cloreto de sódio) a correr numa velocidade muito lenta, para que o sangue não coagule no cateter. O soro não é um tratamento neste caso mas sim indispensável para manter uma via venosa permeável em caso de necessidade.